# 剣山 (北海道十勝総合振興局)
剣山（つるぎさん）は、北海道の上川郡清水町と河西郡芽室町の2町にまたがる標高1,204.9mの山である。山頂には二等三角点「江遠念」が設置されている。

## 概要
日高山脈北部の芽室岳から東側に伸びる尾根上に位置する山で、剣のように鋭く切れ落ちた山容が特徴的である。山麓には剣山神社が鎮座しており、山頂には剣が祀られている。
かつてはアイヌ語名「エエンネエンヌプリ」と呼ばれており、「頭の尖った」を意味する「e- en」を2回繰り返すことで強調していると考えられている。また一部では「エエンチエンヌプリ」と書かれたこともあったが、当時は「エエン子エンヌプリ」と表記されていたことから「子」が「チ」に誤って読まれたのが原因と言われている。

## 登山
剣山神社からの登山道が整備されているが、道中はロープや梯子が多い。一の森や二の森のほか、不動岩や母の胎内と呼ばれる巨岩があり、道中は岩地形を楽しみながら登ることができる。剣山神社には剣山山小屋（無人）が設置されている。